# Telovadba
Telovadba je izraz, s katerim pojmujemo telesne vaje, ki so namenjene krepitvi mišic, utrjevanju fizične kondicije in izpopolnjevanju telesnih sposobnosti. Izraz lahko povezujemo tako z ljubiteljskim ali terapevtskim delovanjem (rekreacijska telovadba, ortopedska telovadba) kot z atletskimi oziroma gimnastičnimi športnimi disciplinami (orodna telovadba, parterna telovadba), fitnesom, itd.
Telovadba je tudi žargonski izraz za predmet telesna vzgoja, ki poteka v okviru splošno-izobraževalnega šolskega sistema. »Telovadec« je zato lahko tudi splošnejši izraz za športnika, ki se udejstvuje v nekaterih od naštetih panog.
V prenesenem pomenu se telovadba uporablja tudi za urjenje umskih sposobnosti (miselna telovadba).
Drugi izrazi: Fizkultura, telesna kultura, telesna vzgoja, telovežba...